# Erwin Hahn
Erwin L. Hahn (Sharon, 9 de junho de 1921 – 20 de setembro de 2016) foi um físico estadunidense. Conhecido por seu trabalho sobre ressonância magnética nuclear (NMR). Em 1950 descobriu o eco de spin.
Bachelor of Science em física pelo Juniata College. Professor emérito da Universidade da Califórnia em Berkeley desde 1991, onde foi professor de física no período 1955-1991.

## Carreira e pesquisa
Foi professor de física, de 1955 a 1991, e posteriormente, professor emérito da Universidade da Califórnia, em Berkeley. Hahn foi eleito membro da Academia Americana de Artes e Ciências em 1971. Em 1993, ele recebeu o Prêmio Comstock de Física da Academia Nacional de Ciências. Em 2013, Sir Peter Mansfield disse em sua autobiografia que Hahn era "a pessoa que realmente perdeu" o Prêmio Nobel por sua contribuição aos princípios dos ecos de spin. Ele também recebeu a Medalha de Ouro de 2016 da Sociedade Internacional de Ressonância Magnética em Medicina (ISMRM). O prêmio, a maior honraria do ISMRM, foi dado a Hahn por sua criação de ressonância magnética pulsada e processos de refocalização de sinal que são essenciais para a ressonância magnética moderna. Ele morreu aos 95 anos em 2016.